# Giai điệu tự hào
Giai điệu tự hào là một chương trình truyền hình do Đài Truyền hình Việt Nam sản xuất, với mục đích  giới thiệu tới công chúng những "báu vật quốc gia" - những ca khúc gắn liền với những dấu mốc lịch sử đáng nhớ của đất nước. Chương trình phát sóng trên VTV1 vào lúc 20 giờ 10 phút mỗi thứ Bảy cuối tháng.  Chương trình được thực hiện trên cơ sở Việt hóa chương trình truyền hình Tài sản quốc gia, cho chương trình nổi bật, đạt được nhiều thành công trong vòng 7 năm của lịch sử truyền hình Nga.

## Khởi nguồn của  chương trình
Ở Nga, "Tài sản quốc gia" không đơn thuần là một chương trình ca nhạc làm mới các ca khúc đã từng được yêu thích trong nhiều thập kỷ trước, điều đặc biệt nhất của chương trình lại nằm ở phần tọa đàm của các vị khách mời bình luận thuộc hai thế hệ đối lập già và trẻ. Sau mỗi tiết mục biểu diễn, họ chia sẻ những quan điểm cá nhân về bài hát, về ký ức văn hóa xã hội. Bởi có những trải nghiệm và quan điểm khác nhau nên những cuộc đối thoại, phản biện lúc tương đồng, khi lại mâu thuẫn đến nảy lửa.
Ý tưởng mang chương trình về Việt Nam bắt nguồn từ ban lãnh đạo của Đài Truyền hình Việt Nam. Xem chương trình nguyên gốc, thấy được mức độ ảnh hưởng tích cực và sâu rộng của nó tới toàn bộ xã hội Nga, VTV quyết định mua lại bản quyền và sản xuất chương trình tại Việt Nam. Tháng 9 năm 2013, đại diện lãnh đạo Đài Truyền hình Việt Nam đến khảo sát trực tiếp trường quay tại Moskva. Tháng 10 năm 2013, quá trình mua bản quyền hoàn tất, dự án được chính thức khởi động, hợp tác cùng với công ty Motion Media.
Diện mạo của Chương trình Tài sản quốc gia ở Nga được hiệu chỉnh dần qua các tập, mùa phát sóng để tiến gần hơn với khán giả. Đây cũng là khó khăn lớn nhất của đội ngũ sản xuất khi bắt tay vào dự án lần này.

## Tổ chức chương trình
Ở mỗi số phát sóng, toàn bộ khách mời bình luận cùng các khán giả tại hiện trường ghi hình sẽ cùng bình chọn ra tác phẩm mang lại cho họ nhiều cảm xúc, hứng khởi. Kết quả bình chọn sẽ được kết hợp với tỷ lệ bình chọn qua tin nhắn của khán giả truyền hình. Tiết mục biểu diễn có tỷ lệ bình chọn tổng hợp cao nhất để bước vào đêm Gala Giai điệu Tự hào.
Giai điệu tự hào có tổ chức bình chọn nhưng trên hết đó không phải là cuộc thi, cuộc đua thắng thua như những sân chơi ca nhạc khác. Mục đích của chương trình là ngợi ca, tôn vinh tác phẩm trong tổng thể bao gồm ca khúc, nghệ sĩ biểu diễn, dàn dựng sân khấu và bình luận. Ca sĩ xuất hiện trên sân khấu với vai trò là cầu nối, mang ca khúc đến với khán giả hiện đại. Khán giả nhiều thế hệ, dù đồng vọng hay phản biện, đều gặp nhau ở sự "tự hào, xúc cảm và yêu thương".

## Thành phần tham gia chương trình
Mỗi chương trình được phát sóng đều có sự xuất hiện của hai hội đồng bình luận, một gồm những người thuộc thế hệ lớn tuổi và một gồm những người trẻ tuổi. Các hội đồng bình luận sẽ đóng góp ý kiến, cảm nhận, kỉ niệm của cá nhân sau mỗi ca khúc được biểu diễn.
- Dẫn chương trình: Hồng Thanh Quang, Hà Thu Nga, Quỳnh Hoa, Phùng Huy Thịnh, Diễm Quỳnh, Lại Văn Sâm, Vũ Anh Tuấn, Hoàng Trang, Trịnh Lê Anh, Nguyễn Hồng Nhung và Mỹ Lan.
- Giám đốc âm nhạc: Nhạc sĩ Quốc Trung và nhạc sĩ Thanh Phương.
- Giám đốc ý tưởng: Phan Huyền Thư.
- Biên tập: Hà Thu Nga

## Các nhà tài trợ
- 2014 - 2015: Sâm Alipas
- 2015-  2016: Sâm Alipas Platinum
- 2016 - 2018: Sino Electrics
- 2018 - nay: Sâm Alipas Platinum và một số nhà tài trợ khác

## Giai điệu tự hào2
Năm 2016, sau một thời gian tạm nghỉ để đổi mới, Giai điệu tự hào quay trở lại với phiên bản thứ hai. Giai điệu tự hào phiên bản mới được giao cho Ban Thanh thiếu niên sản xuất. Chương trình sẽ được phát sóng vào mỗi tối thứ 7 cuối cùng của tháng trên VTV1. Hai MC của chương trình phiên bản mới là Diễm Quỳnh và Lại Văn Sâm. Phiên bản mới này có nhiều khác biệt so với phiên bản trước, trong đó hội đồng bình luận không còn phân chia lớn tuổi và trẻ tuổi. Cuối chương trình, một tiết mục xuất sắc nhất sẽ được chọn vào Gala.

## Giai điệu tự hào3
Tháng 10 năm 2018, Giai điệu tự hào trở lại với phiên bản mới do Ban Sản xuất các Chương trình Giải trí sản xuất. Khác với các phiên bản trước kia được ghi hình và phát sóng sau đó, phiên bản lần này sẽ bao gồm các chương trình được truyền hình trực tiếp. Ban bình luận sẽ được áp dụng như phiên bản đầu tiên, bao gồm những người thế hệ lớn tuổi và những người thế hệ trẻ tuổi. Phiên bản lần này không còn cố định lịch phát sóng như các phiên bản trước, có tháng sẽ phát vào thứ 7 tuần cuối cùng hoặc đầu tháng.

## Đón nhận
So với những chương trình khác cùng thể loại, Giai điệu tự hào được đánh giá là sạch sẽ và chất lượng bởi chương trình tập trung vào nội dung và cảm xúc nhiều hơn là việc dùng nhiều chiêu trò để lôi kéo khán giả. Thông qua âm nhạc, chương trình đã truyền đến khán giả, nhất là giới trẻ tình yêu nước, tự hào về lịch sử của dân tộc bên cạnh việc tôn vinh những nhạc sĩ, nghệ sĩ cùng những tác phẩm âm nhạc đã gắn liền với nhiều thế hệ. Theo nhà phê bình âm nhạc Thụy Kha, nét đặc trưng của chương trình là phần bình luận của các khách mời lớn tuổi và trẻ tuổi. Với những trải nghiệm và quan điểm khác nhau, các cuộc đối thoại, phản biện lúc tương đồng, khi lại mâu thuẫn đến nảy lửa, tạo sức nóng đối với khán giả.

## Giải thưởng và đề cử
| Năm  | Giải thưởng            | Hạng mục                       | Đề cử cho                                  | Kết quả   | TK    |
| ---- | ---------------------- | ------------------------------ | ------------------------------------------ | --------- | ----- |
| 2015 | Giải Âm nhạc Cống hiến | Chuỗi chương trình của năm     | Giai điệu tự hào                           | Đoạt giải | [ 9 ] |
| 2015 | VTV Awards             | Chương trình âm nhạc Ấn tượng  | Giai điệu tự hào                           | Đề cử     |       |
| 2016 | Giải Âm nhạc Cống hiến | Chuỗi chương trình của năm     | Giai điệu tự hào                           | Đề cử     |       |
| 2016 | VTV Awards             | Chương trình âm nhạc Ấn tượng  | Giai điệu tự hào: Thời thanh niên sôi nổi  | Đề cử     |       |
| 2016 | VTV Awards             | Chương trình âm nhạc Ấn tượng  | Giai điệu tự hào: Những trang viết còn lại | Đề cử     |       |
| 2017 | VTV Awards             | Chương trình âm nhạc Ấn tượng  | Gala Giai điệu tự hào 2016                 | Đề cử     |       |
| 2017 | VTV Awards             | Chương trình âm nhạc Ấn tượng  | Giai điệu tự hào: Bám biển quê hương       | Đề cử     |       |
| 2019 | Giải Âm nhạc Cống hiến | Chuỗi chương trình của năm     | Giai điệu tự hào                           | Đề cử     |       |
| 2019 | VTV Awards             | Chương trình của năm           | Giai điệu tự hào: Những người con của biển | Đoạt giải |       |
| 2020 | Giải Âm nhạc Cống hiến | Chuỗi chương trình của năm     | Giai điệu tự hào                           | Đề cử     |       |
| 2024 | VTV Awards             | Chương trình giải trí Ấn tượng | Giai điệu tự hào: Tình em                  | Đề cử     |       |